# Test de Fagerström

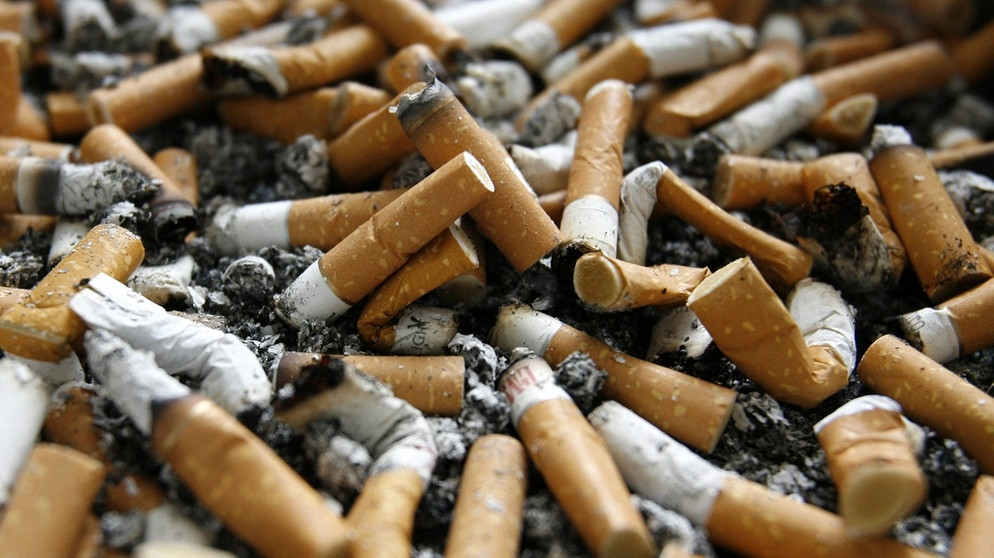
Colillas de cigarrillo.

El test de Fagerström es una prueba que creó en el año 1978 el doctor Karl Fagerström, uno de los mayores expertos del mundo en tabaquismo con el nombre de Cuestionario de tolerancia de Fagerström y es utilizada para medir por medio de seis preguntas el nivel de adicción en los fumadores. El test se utiliza para evaluar el grado de dependencia física de un fumador a la nicotina.

## Descripción
El test se realiza sobre población fumadora y consiste en una escala de 6 ítems que valora la dependencia de los fumadores a la nicotina.

## Historia
Cuando fue creada constaba de 8 preguntas, posteriormente en el año 1991 se renombró la prueba, llamándoselos  prueba de adicción a la nicotina de Heatherton. Eliminándose 2 preguntas y quedando en las 6 de la actualidad.
De nuevo en el año 2012 fue modificada llamándose prueba de dependencia del cigarrillo por Fagerström. Dicha prueba es solo estimativa y estima el nivel de adicción de los fumadores basándose en la cantidad de cigarros que consumen y la compulsividad, así como el tiempo que transcurre sin que fumen el primer cigarro después de las horas de sueño.

## Preguntas
- Fuente:  Test de Fagerström: conoce tu nivel de adicción a la nicotina

1. ¿Cuánto tiempo pasa entre que se levanta y se fuma su primer cigarrillo?
2. ¿Encuentra difícil no fumar en lugares donde está prohibido (hospital, cine, biblioteca)?
3. ¿Qué cigarrillo le desagrada más dejar de fumar?
4. ¿Cuántos cigarrillos fuma al día?
5. ¿Fuma con más frecuencia durante las primeras horas después de levantarse que durante el resto del día?
6. ¿Fuma aunque esté tan enfermo que tenga que guardar cama la mayor parte del día?

## Importancia
Diversos organismos e instituciones exigen entre sus empleados que realicen el Test de Fagerström previo a iniciar una terapia para dejar de fumar, como el caso de la Comunidad de Madrid.
Destacando que las terapias encaminadas a sustituir la nicotina duplican la probabilidad de éxito para que el fumador abandone definitivamente el hábito.